# 李希
李 希（り き、1956年10月16日 - ）は、中華人民共和国の官僚・政治家。甘粛省両当県出身。現職は中国共産党中央政治局常務委員会委員、中国共産党中央規律検査委員会書記。

## 経歴
1956年10月16日、甘粛省両当県で生まれる。文化大革命末期の1975年より両当県の雲屏公社で知識青年として労働に従事。1976年から1978年まで、李希は甘粛省両当県文教局、県党委員会弁公室の責任者を務める。1978年、西北師範学院（現在の西北師範大学）中国文学科に入学し、1982年に卒業。
1982年、甘粛省党委員会宣伝部秘書処幹事に就任。1985年、甘粛省党委員会弁公室副処級秘書に就任。1986年、甘粛省党委員会組織部に入局。以後、副処級組織員、調配処副処長、正処級組織員、党政幹部処処長を歴任。1995年、甘粛省蘭州市西固区党委書記に転出。1996年、蘭州市党委員会常務委員兼組織部部長に転任。1999年、蘭州市党委副書記に任命。2001年、張掖地区党委書記に転任。2004年、甘粛省党委員会秘書長に就任。
2004年12月、陝西省党委員会常務委員に昇格し、秘書長を兼務。2006年、改任して延安市党委書記を兼務。
2011年5月、上海市党委員会常務委員に転出し、組織部部長を兼務。2013年4月、上海市党委副書記に任命。
2014年4月、遼寧省に赴任し、遼寧省党委員会副書記に就任したのち、省長代行に就任。遼寧省の第12期人民代表大会（省議会）第3回会議は2014年10月17日に閉幕し、新省長に李希省長代行が就任。2015年5月、中国共産党中央委員会は、李希が遼寧省党委書記を後任すると発表。
2017年10月25日、中国共産党第19回第1回会議で中央政治局委員に選出される。10月28日には広東省党委員会常務委員兼党委書記を兼務する。
2022年10月、中国共産党第20回第1回会議で7人の最高指導部入り、中国共産党の腐敗摘発機構である中央規律検査委員会書記に就任する。